# Distribuzione di Pascal
In teoria delle probabilità la distribuzione di Pascal è una distribuzione di probabilità discreta con due parametri, {\displaystyle p} ed {\displaystyle n}, che descrive il numero di fallimenti precedenti il successo n-esimo in un processo di Bernoulli di parametro p.
A volte si considera la distribuzione di Pascal come quella distribuzione che descrive il numero di prove necessarie per ottenere n successi. Questa distribuzione è equivalente alla precedente ma riscalata, ovvero descrive una variabile aleatoria {\displaystyle T_{n}+n} anziché {\displaystyle T_{n}}.
Ad esempio, lanciando una moneta fino ad ottenere 3 volte testa, la distribuzione di Pascal descrive le probabilità per il numero di risultati croce visti nel frattempo.
La distribuzione prende il nome dal matematico francese Blaise Pascal.
Questa distribuzione di probabilità può essere generalizzata sostituendo il numero naturale n con un numero reale positivo r. In questo caso viene detta anche distribuzione binomiale negativa (per la sua particolare formula) o di Polya (dal matematico ungherese George Polya).

## Definizione
Dato un processo di Bernoulli, ovvero una serie di variabili aleatorie indipendenti {\displaystyle X_{1},X_{2},...} di uguale distribuzione di Bernoulli {\displaystyle {\mathcal {B}}(p)}, la distribuzione di Pascal {\displaystyle {\mathcal {NB}}(p,n)}descrive la variabile aleatoria {\displaystyle T_{n}} che conta il numero di fallimenti precedenti il successo numero {\displaystyle n} (ovvero il numero di prove necessarie ad ottenerlo, meno n):
{\displaystyle T_{n}=\min\{t\colon X_{1}+...+X_{t+n}=n\}},
{\displaystyle T_{n}+n=\min\{t\colon X_{1}+...+X_{t}=n\}}.
La probabilità di fallimento di una singola prova è {\displaystyle q=1-p}.
La probabilità che si verifichino esattamente k fallimenti prima di ottenere un totale di n successi è data dalla probabilità di ottenere un successo nella prova numero k+n ({\displaystyle X_{k+n}=1}) e di ottenere esattamente k fallimenti e n-1 successi nelle prove precedenti, ovvero
{\displaystyle P(k)={k+n-1 \choose k}p^{n}q^{k}}
dove il coefficiente binomiale conta il numero di possibili combinazioni di successi e fallimenti.
Questa probabilità può anche essere scritta nella forma binomiale negativa
{\displaystyle P(k)={-n \choose k}p^{n}(-q)^{k}}
dove si considera la generalizzazione del coefficiente binomiale
{\displaystyle {-n \choose k}={\frac {(-n)(-n-1)\cdots (-n-k+1)}{k!}}=(-1)^{k}{n+k-1 \choose k}}.

### Definizioni alternative
Sostituendo il numero naturale n con il numero reale positivo r la formula mantiene un significato, anche se il coefficiente binomiale può essere espresso tramite la funzione Gamma, che estende il concetto di fattoriale ({\displaystyle \Gamma (n+1)=n!}):
{\displaystyle {k+r-1 \choose k}p^{r}q^{k}={\frac {r(r+1)\cdots (k+r-1)}{k!}}p^{r}q^{k}={\frac {\Gamma (k+r)}{k!\Gamma (r)}}p^{r}q^{k}}.
Alcuni testi definiscono la distribuzione di Pascal come quella che descrive il numero di prove fino al successo n-esimo, ed altri scambiano i termini successo ed insuccesso nella definizione. Per collegare queste definizioni basta rispettivamente considerare la variabile aleatoria {\displaystyle T_{n}+n} al posto di {\displaystyle T_{n}} nel primo caso e scambiare i valori di p e q nell'altro.

### Distribuzione geometrica
Una variabile aleatoria {\displaystyle T_{n}} con distribuzione di Pascal {\displaystyle {\mathcal {NB}}(p,n)} è pari alla somma {\displaystyle Y_{1}+...+Y_{n}} di n variabili aleatorie indipendenti con uguale distribuzione geometrica {\displaystyle {\mathcal {G}}(p)-1}, poiché a differenza della distribuzione geometrica che rappresenta il numero totale di tentativi necessari per ottenere un successo, una variabile binomiale negativa descrive i fallimenti, quindi il numero di tentativi - 1, ovvero il successo. Questo si può vedere considerando come {\displaystyle Y_{i}} la variabile aleatoria che conta il numero di fallimenti intercorsi tra il successo numero {\displaystyle i-1} e il successo numero {\displaystyle i}: le {\displaystyle Y_{1},...,Y_{n}} sono allora indipendenti ed hanno distribuzione geometrica di parametro p sottratto di uno perché la distribuzione geometrica conta il numero di prove per ottenere un successo che corrispondono al numero di fallimenti e la prova finale del successo.
In particolare, la distribuzione di Pascal {\displaystyle {\mathcal {NB}}(p,1)} coincide con la distribuzione geometrica {\displaystyle {\mathcal {G}}(p)-1}, e la somma di m variabili aleatorie indipendenti con distribuzioni di Pascal aventi lo stesso parametro p segue ancora la distribuzione di Pascal con parametro p (è sempre somma di variabili aleatorie indipendenti con uguale distribuzione geometrica).

## Caratteristiche
Alcune caratteristiche di una variabile aleatoria Tn che segue la distribuzione di Pascal {\displaystyle {\mathcal {NB}}(p,n)} si possono ricavare dalle caratteristiche di una variabile aleatoria T con distribuzione geometrica {\displaystyle {\mathcal {G}}(p)-1}:
- il valore atteso

{\displaystyle E[T_{n}]=nE[T]={\frac {n}{p}}},
- la varianza

{\displaystyle {\text{Var}}(T_{n})=n{\text{Var}}(T)=n{\frac {q}{p^{2}}}},
- la funzione generatrice dei momenti

{\displaystyle g_{T_{n}}(t)=g_{T}(t)^{n}=\left({\frac {p}{1-qe^{t}}}\right)^{n}},
- gli indici di simmetria e di curtosi

{\displaystyle \gamma _{1}={\frac {1}{\sqrt {n}}}{\frac {1+q}{\sqrt {q}}},\qquad \gamma _{2}={\frac {1}{n}}\left(6+{\frac {p^{2}}{q}}\right)}.
La funzione di ripartizione può essere definita tramite la funzione Beta incompleta regolarizzata:
{\displaystyle P(T_{n}\leqslant k)=I_{p}(n,k+1)}
Tutte le formule valgono ancora anche sostituendo il numero naturale n con il numero reale positivo r.

## Altre distribuzioni
La distribuzione di Pascal è una mistura della distribuzione Gamma e della distribuzione di Poisson: una variabile aleatoria con distribuzione di Poisson {\displaystyle {\mathcal {P}}(L)}, il cui parametro L segua una distribuzione Gamma, segue la distribuzione di Pascal.
La distribuzione di Pascal {\displaystyle {\mathcal {NB}}\left({\frac {r-\lambda }{r}},r\right)} di speranza {\displaystyle \lambda }, per {\displaystyle r\longrightarrow +\infty } converge alla distribuzione di Poisson {\displaystyle {\mathcal {P}}(\lambda )}.
La distribuzione di Pascal si trova anche come mistura della distribuzione di Poisson e della distribuzione logaritmica, ovvero descrive la somma {\displaystyle X_{1}+...+X_{N}} di un numero {\displaystyle N}, che segue la distribuzione di Poisson, di variabili aleatorie indipendenti che seguono una stessa distribuzione logaritmica.
Considerando le variabili aleatorie {\displaystyle S_{n}=X_{1}+...+X_{n}} di distribuzione binomiale {\displaystyle {\mathcal {B}}(p,n)} e le variabili aleatorie {\displaystyle T_{n}=\min\{k\colon X_{1}+...+X_{k+n}=n\}=\min\{k\colon S_{k+n}=n\}} di distribuzione di Pascal {\displaystyle {\mathcal {NB}}(p,n)} si trova la formula
{\displaystyle P(T_{n}\leqslant k)=P(T_{n}+n\leqslant n+k)=P(S_{n+k}\geqslant n)},
che esprime per un processo di Bernoulli l'equivalenza degli eventi "ottenere meno di k insuccessi prima del successo n-esimo" e "ottenere almeno n successi nelle prime n+k prove".
La distribuzione di Panjer, che definisce i valori per ricorsione, generalizza la distribuzione di Pascal:
{\displaystyle P(k)=\left(q+{\frac {q(n-1)}{k}}\right)P(k-1)}

## Statistica
La distribuzione di Pascal viene talvolta utilizzata in alternativa alla distribuzione di Poisson, a cui converge in legge sotto la condizione {\displaystyle \lambda =r{\tfrac {q}{p}}}, nei casi in cui il modello empirico presenti una varianza maggiore del valore medio: la distribuzione di Poisson ha sempre speranza pari al valore medio, mentre la distribuzione di Pascal è più dispersa (ha una varianza maggiore).
Come spesso avviene nell'inferenza bayesiana, se il parametro p di una distribuzione di Pascal segue a priori la distribuzione Beta, allora la segue anche a posteriori.